# 마이클 사타
마이클 찰스 칠루피아 사타(영어: Michael Charles Chilufya Sata, 1937년 7월 6일~2014년 10월 28일)는 잠비아의 정치인으로 2011년 9월 23일부터 2014년 10월 28일까지 잠비아의 제5대 대통령이었다. 사회민주주의자였던 그는 잠비아의 주요 정당인 애국전선(PF)을 이끌었다. 프레더릭 칠루바 대통령 하에서 사타는 1990년대 다당제 민주주의 운동의 일부로서 장관이었다. 그는 2001년에 반대파에 들어가 PF를 결성했다. 야당 지도자로서, "킹 코브라"로 널리 알려진 사타는 2006년 대선에서 주요 야당 대통령 후보이자 레비 무아나와사 대통령의 경쟁자로 부상했지만, 패배했다. 무아나와사의 죽음 이후, 사타는 다시 출마했고 2008년에 루피아 반다 대통령에게 패배했다.
사타는 2011년 9월 대통령 선거에서 과반수 득표로 현직인 반다를 누르고 당선되었다. 2014년 10월 28일 런던에서 사망했으며, 2015년 1월 20일 대통령 보궐선거가 치러질 때까지 부통령 가이 스콧이 대통령 권한대행을 맡았다.

## 어린 시절
마이클 찰스 칠루피아 사타는 1937년 7월 6일 북부주 음피카에서 태어났다. 그는 식민지 지배 기간 동안 경찰관, 철도인, 노동조합원으로 일했다. 그는 런던에서 승강장을 훑는 철도 작업을 하며 시간을 보냈다. 무엇보다도, 그는 런던 빅토리아 역에서 짐꾼이었다. 사타는 1963년 북로디지아의 정치에 적극적으로 참여하기 시작했다. 독립 이후, 그는 1985년 연합국가독립당(UNIP)의 평민들을 거쳐 루사카 주지사로 승진했다. 주지사로서 그는 직접 접근한 실천가로서 명성을 떨쳤다. 그는 거리를 청소하고, 도로를 보수하고, 도시에 다리를 놓았다. 그 후 그는 루사카의 카브와타 선거구의 국회의원이 되었다. 한때 케네스 카운다 대통령과 친분이 있었지만, 그는 카운다의 독재적인 방식에 환멸을 느끼고 1991년 다당제 정치 운동 기간 중 UNIP를 떠나 다당제 민주주의 운동(MMD)에 가입했다.

## 개인 생활
사타는 마가렛 만다와 첫 번째 결혼을 했다. 그는 나중에 잠비아의 대통령 재임 기간 동안 영부인이 된 그의 두 번째 부인 크리스틴 카세바와 결혼했다. 보도에 따르면 마이클 사타는 두 결혼 사이에 최소 10명의 자녀를 두었다.
2016년, 사타의 미망인 크리스틴 카세바는 그녀 자신뿐만 아니라 그녀 역시 마이클 사타와 결혼한 적이 있다는 다른 여성의 주장을 부인했다.
마이클 사타는 애틀랜틱 국제 대학교에서 정치학 학사 학위를 받았다.

## 대통령직
사타는 2011년 9월 20일에 실시된 대통령 선거에 4번째로 출마했다. 선거운동 초기에 그는 반중 수사에서 더 독설을 퍼부었지만, 나중에는 그의 수사력을 누그러뜨렸다. 결과는 그가 반다에 대한 36%에 반하여 43%의 표를 얻은 것을 보여주었고, 대법원장 어니스트 사칼라는 이에 따라 그가 9월 23일 이른 시간에 선거에서 승리했다고 선언했다. 그는 그날 늦게 취임 선서를 했다. 그는 도시 투표 덕분에 승리했다고 한다. 그의 수사 수완에도 불구하고 잠비아의 투자 환경은 그의 승리 이후 불확실하다고 여겨졌다.

### 정책들
2008년 9월 8일, 사타는 2006년 대선 당시 중국 투자에 대한 적대감을 버리고 자신이 당선된다면 중국 투자를 보호하겠다고 주장했다.
그는 2006년 대선 당시 짐바브웨의 대통령 로버트 무가베에 대해 "무가베는 아무 잘못도 하지 않았다. 그가 악당이라고 말하는 것은 제국주의자들, 자본주의자들이다."
2008년 그는 외국 투자자들이 잠비아인들에게 최소한 25%의 지분을 주라는 그의 명령을 거부한다면 그들의 권리를 취소할 것이라고 말했다.
잠비아의 대통령 취임식에서 사타는 아프리카 최대의 구리 생산국인 자국에서 외국인 투자자들에게 환영을 받았지만 잠비아 직원들의 환경을 개선해야 한다고 말했다.

## 질병 및 사망
비록 정부가 그것을 부인했지만, 사타의 건강에 대한 우려는 2014년 동안 증가했고 일부는 그가 그의 상태 때문에 더 이상 정부를 이끌지 않는다고 제안했다. 그는 대중 앞에 모습을 드러내는 것을 멈췄는데, 이는 눈에 띄게 외향적이고 거침없는 대통령에게는 불쾌하게 보이지 않았다. 관찰자들은 그가 9월 19일 의회를 열었을 때 건강이 좋지 않아 보였으며, 그 다음 달에 그는 다시 대중 앞에 모습을 드러내지 않았다. MMD 지도자인 네버스 뭄바는 정부가 사타의 건강에 대해 거짓말을 하고 있다고 주장했다. 그는 또한 뉴욕의 한 호텔에서 병으로 쓰러졌다는 루머가 있는 가운데 제69차 유엔 총회 총회에서의 연설도 놓쳤다.
10월 19일, 그는 건강 검진을 위해 출국하였고, 국방부 장관 에드거 룽구는 그의 부재에 나라를 책임지게 되었다. 갑작스러운 여행의 성격, 사타의 공개석상 부재, 잠비아 독립 50주년 기념일 등이 며칠 앞으로 다가온 점 등을 감안할 때, 많은 사람들은 사타가 매우 심각한 병에 걸렸다고 믿었다.
사타는 10월 28일 런던에서 사망했다. 그는 알려지지 않은 병으로 치료를 받고 있었다. 롤랜드 음시스카 관방장관은 이날 늦게 사망했다는 성명을 발표했다. "여러분도 아시다시피 대통령은 런던에서 치료를 받고 있었습니다. 국가 원수는 10월 28일에 사망했습니다. 사타 대통령의 서거는 깊은 유감을 표합니다. 국가적으로 매장 준비에 대한 정보를 계속 전달받을 것입니다." 그가 23시에 킹 에드워드 7세 병원에서 사망했을 때, 당시 그의 아내 크리스틴 카세바, 아들 뮬렝가, 그리고 다른 가족들이 그와 함께 있었다. 그는 2008년 6년 전 무아나와사가 사망한 이후 잠비아의 두 번째 대통령이다. 부통령 가이 스콧이 대통령 권한대행으로 임명되어, 민주적으로 선출된 남아프리카 공화국 정부의 첫 백인 지도자가 되었고, 사하라 이남 아프리카의 프레데리크 빌렘 데 클레르크 이후 첫 번째 대통령이 되었다.

## 역대 선거 결과
| 선거명      | 직책명        | 대수 | 정당     | 득표율 | 득표수      | 결과 | 당락 |
| ----------- | ------------- | ---- | -------- | ------ | ----------- | ---- | ---- |
| 2001년 선거 | 잠비아 대통령 | 3대  | 애국전선 | 3.40%  | 59,172표    | 7위  | 낙선 |
| 2006년 선거 | 잠비아 대통령 | 3대  | 애국전선 | 29.37% | 804,748표   | 2위  | 낙선 |
| 2008년 선거 | 잠비아 대통령 | 4대  | 애국전선 | 40.63% | 718,359표   | 2위  | 낙선 |
| 2011년 선거 | 잠비아 대통령 | 5대  | 애국전선 | 42.85% | 1,170,966표 | 1위  |      |